# Liste der Figuren aus Yūsha Shōkan ni Makikomareta kedo, Isekai wa Heiwa deshita
Dieser Artikel listet Figuren aus Yūsha Shōkan ni Makikomareta kedo, Isekai wa Heiwa deshita, einer Light-Novel- und Mangaserie, die aktuell aus vierzehn Romanen bzw. neun Manga-Veröffentlichungen besteht. Vorlage der Bücher ist ein Webroman, der 2016 von Toudai gestartet wurde und mehr als 2.100 Kapitel umfasst.
Während die Romane bisher nicht übersetzt wurden, erhielt der Manga eine internationale Lokalisierung in englischer und französischer Sprache.

## Charaktere
Die Informationen wurden aus der offiziellen englischsprachigen Lokalisierung der Mangareihe, herausgegeben von Seven Seas Entertainment, entnommen. Anm. 1 Anm. 2 Anm. 3

### Hauptcharaktere
Kaito Miyama (宮間 快人, Miyama Kaito)
Der Protagonist der Geschichte. Ein zum Beginn des Werkes 21-jähriger ehemaliger College-Student im dritten Lehrjahr, der auf dem Nachhauseweg in eine Heldenbeschwörung involviert und nach Trinia ins Königreich Symphonia gerufen wurde. In seiner Zeit an der Oberschule war er ein Hikikomori, der schlecht in der Schule war, Videospiele spielte und sich von der Welt abkapselte.
Seine Eltern starben bei einem Verkehrsunfall, als er zwölf Jahre alt war, und er wurde bis zu seiner versehentlichen Beschwörung von seiner Tante und Onkel aufgezogen.
Kaito hat die Fähigkeit, Emotionen in magischen Strömungen seiner Umgebung zu fühlen. Seit seiner versehentlichen Beschwörung nach Symphonia führt Kaito ein Tagebuch, in dem er seine Erlebnisse niederschreibt.
Chromeina (クロムエイナ, Kuromeina)
Eine Hauptprotagonistin der Geschichte. Sie ist eine von sechs Königen, die über das Dämonenreich herrschen. Sie hat eine unbeschwerte und freundliche Ader, zeigt aber auch Temperament, wenn Personen, die sie mag, respektlos behandelt werden. Sie ist eine Dämonin, die seit mehreren hundert Jahren lebt. In der Welt der Sterblichen ist sie als König Hades bekannt.
Sie besitzt lediglich Halbwissen über die Menschenwelt, das sie durch Gespräche mit früheren Helden erwarb. Chromeina mag ihre wahre Gestalt nicht, da diese sehr an Shallow Vernal erinnert. Kuromueina war Teil von Vernals Seele die später eine eigene Persönlichkeit und Aussehen entwickelte. Sie wird Chro (im Original: クロ Kuro) genannt.
Chro hat ein kindlich wirkendes Gesicht, kurze silberfarbene Haare und goldfarbene Augen.  Laut Shilo-Vanal besitzt Chromeina kein festes biologisches Geschlecht, sondern kann dieses wechseln. Kronoa, der Göttin der Zeit zufolge, überfiel Chro vor 20.000 Jahren die himmliche Welt, nahm nach Ende des Konfliktes die Form eines jungen Mädchens an und agiere so als hätte es Angriff auf die himmliche Welt niemals gegeben. Nur wenige Wesen kennen die diese Begebenheiten.
Lilia Albert (リリア・アルベルト, Riria Aruberuto)
Neben Kuro eine Hauptprotagonistin der Geschichte. Sie ist eine Adelige mit sanftem und freundlichem Gemüt. Auch wenn sie nicht so aussieht, ist sie eine begabte Kämpferin, die zahlreiche militärische Auszeichnungen vorweisen kann. Aufgrund ihrer Kampferfolge wurde sie bereits im Alter von 14 Jahren als „White Rose Valkyrie“ und stärkste Kapitänin der zweiten Einheit der königlichen Ritter bekannt. Lilia erlernte durch Sigelinde den Umgang mit dem Schwert. Sie gibt sich die Schuld dafür, dass Sigelinde bei einem Monsterangriff schwer verletzt wurde und ihre Stimme verlor.
Allerdings hat sie große Schwierigkeiten im Umgang mit hochrangigen nichtmenschlichen Autoritäten, wie etwa den sechs Königen oder hochrangigen Göttern.
Sie ist die jüngere Halbschwester des Königs und eine ehemalige Prinzessin Symphonias. Sie ist die leibliche Tochter des Königs und der Königin, während ihr Halbbruder von einer Konkubine geboren wurde. Unter den Adeligen entbrannte ein Streit, wer die Thronfolge antreten solle. Sie verzichtete auf den Thron, womit ihr Halbbruder König wurde.
Lilia ist diejenige, die für die Heldenbeschwörung verantwortlich war.

### Andersweltler
Seigi Mitsunaga (光永 正義, Mitsunaga Seigi)
Ein Oberschüler, der aus Japan nach Trinia ins Königreich Symphonia beschworen wurde. Er erhält den dekorativen Titel des Helden für eine feierliche Zeremonie, die alle zehn Jahre stattfindet, um den Fall des Dämonenkönigs zu zelebrieren. Sein Titel sorgte zeitweise dafür, dass er ein aufgeblasenes Ego aufbaute. Als er sich in Prinzessin Cattleya verliebt, versucht er, seinen Charakter zu verbessern.
Seigi ist Hinas Cousin. Er hatte romantische Gefühle Aoi Kusunoki.
Aoi Kusunoki (楠 葵, Kusunoki Aoi)
Aoi ist eine Oberschülerin im zweiten Jahr, die versehentlich nach Trinia herbeigerufen wurde. Sie war gemeinsam mit Hina Mitglied im Leichtathletik-Club ihrer Oberschule. Aoi galt an ihrer Schule als Musterschülerin. Sie stammt aus einem strengen Haushalt und spielte RPGs, um ihren Stress abzubauen. Kusunoki hat eine Affinität für Erdmagie.
Hina Yuzuki (柚木 陽菜, Yuzuki Hina)
Eine Oberschülerin im ersten Jahr, die wie Aoi versehentlich in die Heldenbeschwörung involviert wurde und so in Trinia landete. Sie hat verfügt über magische Fähigkeiten, die ihre physische Fertigkeiten verstärkt. So kann sie zum Beispiel etwa 100 Meter binnen weniger Sekunden zurücklegen. Sie erhält den provisorischen Segen der Göttin des Himmels.
Hinas älterer Bruder war Kaitos Klassenkamerad in der Oberschule und zudem Klassensprecher. Auch ist sie Seigis Cousine.

### Sechs Könige
Isis Remnant (アイシス・レムナント, Aishisu Remunanto)
Eine der sechs Könige, die über die Dämonenwelt herrschen. Da sie von einer starken Magie umgeben ist, die alles und jeden töten kann, ist sie als Königin des Todes („Death King“) gefürchtet. Aufgrund dessen vermeiden Lebewesen in ihrem Umfeld jeglichen Kontakt mit ihr, auch wenn Isis mit ihren Kräften niemanden Schaden zufügen will.
Diese soziale Isolation führt dazu, dass sie sich einsam fühlt. Sie sehnt sich danach, normale Gespräche mit anderen Menschen zu führen. Durch ihre Leidenschaft für das Lesen hat Isis eine beachtliche Büchersammlung aus allen Ecken Trinias angesammelt.
Sie distanzierte sich aus Eifersucht von den anderen der sechs Königen, da diese im Gegensatz zu ihr mit anderen Wesen Kontakte knüpfen und Freundschaften aufbauen konnten.
Isis hat langes, weißes Haar und hat blutrote Augen. Für gewöhnlich trägt sie ein schwarzes Kleid, dass der Gothic-Mode ähnelt.
Alice (アリス, Arisu)
Eine der sechs Könige, die das Reich der Dämonen regieren. Wie Kaito, Hina, Aoi und Seigi ist sie eine Andersweltlerin, wobei unklar ist, aus welcher Welt sie ursprünglich stammt.
Alice ist sehr scheu und verbirgt deswegen ihr Gesicht hinter eine Maske. Sie trägt aus gleichem Grund ein Katzenkostüm. Sie betreibt in der Menschenwelt ein Geschäft, in dem sie selbst entworfene Produkte verkauft, die eine sehr hohe Qualität verfügen.
Alice hat langes, gewelltes blondes Haar und saphirgleiche blaue Augen. Wenn sie ihr Kostüm trägt, gleicht sie einer braunen, flauschigen Katze.
Lillywood Yggdrasil (リリウッド・ユグドラシル, Ririuddo Yugudorashiru)
Sie ist eine von sechs Königen und zugleich die Weltenkönigin („Earth King“). Neben Kuro ist sie eine freundlich gesinnte Königin und wird auch in der Welt der Sterblichen, vor allem von den Elfen, verehrt. Lillywood sorgt sich sehr um Isis’s Einsamkeit und besucht sie ab und zu.
Von allen sechs Königen kennt sie Isis am längsten und bezeichnet diese als ihre beste Freundin.
Sie hat smaragdgrüne Augen und langes, grünes Haar.
Megido Argetes Borgnes (メギド・アルゲテス・ボルグネス, Megido Arugetesu Borugunesu)
Megido ist eine der sechs Könige und trägt den Titel des Kriegskönigs („War King“). Je nach Stimmungslage kann Megido vier unterschiedliche menschliche Formen annehmen, wovon eine Kuro sehr ähnlich ist.
Megiddo ist kampfsüchtig, die sich je nach Stärke seines Kontrahenten intensiviert. Wenn ein Kampf nicht auf physischer Ebene entschieden werden kann, finden Auseinandersetzungen im Zuge von Trinkgelagen einen Sieger.
Magnawell Bascus Lardo Cartzwald (マグナウェル・バスクス・ラルド・カーツバルド, Magunau~eru Basukusu Rarudo Kātsubarudo)
Magnawell ist einer von sechs Königen und zugleich der Drachenkönig („Dragon King“). Er ist über 5.000 Meter groß und gilt als das größte Lebewesen im Universum. Seine Drachenschuppen sind für die Herstellung von Waffen und Ausrüstung sehr wertgeschätzt.
Er hat einen großväterlichen Blick auf das Leben.

### Götter
Shalo-Vanal (シャローヴァナル, Sharō Vanaru)
Shalo-Vanal ist die Göttin der Schöpfung, die Trinia erschuf. Dies tat sie, um zu die Emotionen von Lebewesen zu ergründen, da sie selbst so lange lebte, ohne jemals irgendeine Emotion gespürt zu haben.
Für sie ist jegliches Leben bzw. jeglicher Gegenstand gleichwertig, sodass in ihren Augen nichts besser oder schlechter ist. Aufgrund dessen kann sie keine Liebe für ihre Schöpfung aufbringen. Sie ist die Antagonistin der Hauptgeschichte.
Shalo hat silber- bis weißfarbenes langes Haar, welches bis zu ihren Knien reicht und goldfarbene Augen.
Kronoa (クロノア, Kuronoa)
Kronoa ist eine höhere Gottheit, die über Raum und Zeit herrscht. Meist zeigt sie einen seriösen Charakter. Sie ist unter den drei höheren Göttern die Fleißigste.
Sie hat langes, dunkelblaues Haar und trägt einen Pony.
Fate (フェイト, Feito)
Sie ist eine von drei höheren Gottheiten und gebietet über das Schicksal. Aufgrund ihrer Stärke schaut sie auf alle Lebewesen, außer der Göttin der Schöpfung herab und ist von ihrem Dasein gelangweilt.
Fate hat die Kraft, das Schicksal von allen Lebewesen – außer die der Schöpfergöttin und Chro – vorherzusehen und zu ändern. Auch kann sie Schicksale, die ursprünglich nicht existierten, erschaffen.
Fate sehnt sich nach einem sorglosen Leben frei von jeglichen Verpflichtungen und ist bestrebt, ein NEET zu werden. Durch ihre stetigen Eskapaden bereitet sie vor allem der Göttin der Zeit Schwierigkeiten.
Sie hat eine kleine Statur, hat lilafarbenes Haar, die zu Twintails gebunden sind.
Life (ライフ, Raifu)
Die Göttin des Lebens. Neben Fate und Chronois eine der höheren Gottheiten. Anstatt ihre Arbeit als Göttin zu verrichten, ist sie sehr verschlafen. Aufgaben, die sie von Shallow erhält, führt sie mit äußerster Sorgfalt aus.
Sie zeigt eine scheinbare Abneigung gegen die Göttin des Todes Isis. In Wahrheit sorgt sich Life sehr um sie, was dazu führt, dass sie Kaito testet, ob er sich wirklich um sie sorgt.
Shea (シア, Shia)
Shea ist die Göttin des Desasters und eine Untergebene von Fate.

### Trinia

#### Königreich Symphonia
Lunamaria (ルナマリア, Runamaria)
Lunamaria ist eine Maid im Herzogtum der Alberts und eine ehemalige Ritterin, die gemeinsam mit Sieglinde und Lilia arbeitete.
Sie ist Lilias persönliche Maid und als diese stets an ihrer Seite. Sie ist eine vertrauenswürdige Person. Sie neigt dazu, Personen die sie gerne hat, zu necken. Lunamaria ist ein Fan von Chromueina bzw. König Hades, da diese sie und ihrer Mutter einst das Leben rettete.
Lunamaria hat „gemischtes“ Blut, da ihre Eltern von Menschen und Dämonen stammen.
Sie hat schulterlanges hellblaufarbenes Haar und rötliche Augen.
Sigelinde (ジークリンデ, Jīkurinde)
Sigelinde ist die Tochter eines angesehenen Magiers aus dem Stamm der Elfen und stammt aus der Elfenstadt Rigfaurecia.
Als Kind wurde Sigelinde von anderen Elfen gemieden, da sie weder Natur- noch Geistermagie wirken konnte, sondern lediglich eine Begabung für Feuermagie hatte, was zusätzlich zu ihrer sozialen Isolation beitrug. Durch einen Vorschlag ihres Vaters zog sie mit ihm in die königliche Hauptstadt.
Sie lernte Lilia als Kind kennen, nachdem ihr Vater Hofmagier in Symphonia wurde. Sie ist Lilias beste Freundin und brachte dieser den Schwertkampf bei. Später trat sie gemeinsam mit Lunamaria und Lilia den königlichen Rittern bei. Bei einem Hinterhalt von Monstern wurde sie schwer an der Kehle verletzt, weswegen sie nicht mehr in der Lage ist, zu sprechen.
Sie hat kurzes, rotes Haar. Sieglinde mag es nicht, wenn sich ihre Eltern in ihr Liebesleben einmischen. Sigelinde mag Tiere mit einer gewissen Stärke, weswegen sie sich zu Kaitos Haustier, einen Behemoth, hingezogen fühlt.
Raiz Ria Symphonia XVIII (ライズ・リア・シンフオニア18世, Raizu Ria Shinfuonia XVIII)
Der König von Symphonia und der ältere Halbbruder von Lilia. Geboren als Kind einer Konkubine, entbrannte nach der Geburt Lilias, ein Streit unter den Adeligen, wer die Thronfolge antreten sollte. Durch Lilias Verzicht wurde Raiz schließlich der neue König Symphonias.
Er ist sehr überfürsorglich, wenn es um seine jüngere Halbschwester geht. Als er Kaito nicht zu seiner privaten Neujahrsfeier einlädt, erntet er den Zorn Lilias, Chromeinas und Isis’s.
Anima (アニマ)
Anima ist eine Untergebene von Kaito, die ihm von Shilo-Vanal zur Seite gestellt wurde. Sie ist eine Wiedergeborene, die in ihrem vorherigen Leben ein Monster namens „Black Bear“ war und Kaito angriff. Anima ist ein Biestmensch, mit einem menschlichen Erscheinungsbild, dass zudem Züge eines Bären (z. B. ihre Ohren) aufweist.
Während ihre Sippe von Isis Remnant ausgelöscht wurde, war ihre Seele die einzige, die übrig blieb und von Shalo-Vanal wiedergeboren wurde, nachdem diese den Wunsch der Seele, Kaito dienen zu wollen gehört hat. Von Shalo-Vanal erhielt sie viele Fähigkeiten, womit sie einem Dämonenviscount gleichgestellt ist.

#### Alcresia
Chris Dia Alcresia (クリス・デイア・アルクレシア, Kurisu Dia Arukureshia)
Die derzeitige Regentin des Imperiums Alcresia, die den Titel „weiser Eroberer“ trägt. Bei ihrem ersten Treffen mit Kaito war sie als Kutscher verkleidet, da Chromeina ein Treffen zwischen ihr und dem Andersweltler untersagte.
Sie hat kurzes, blaues Haar, trägt eher maskuline Kleidung und wirkt daher sehr burschikos. Aufgrund ihres äußeren Erscheinungsbilds hielt Kaito sie zunächst für einen Mann.

#### Dämonen
Noin (ノイン)
Eine Dämonin aus dem Stamm der Drachen. Sie trägt für gewöhnlich eine schwarze Kampfrüstung. Sie offenbart, dass sie einst aus dem Japan der Taishō-Zeit nach Trinia beschworen wurde, als sie selbst Schülerin war.
Nachdem sie sich weigerte in ihre ursprüngliche Welt zurückzukehren und stattdessen in Trinia blieb, wurde sie Dank der Hilfe von Chromenia als Dämonin wiedergeboren. Es stellt sich heraus, dass Noin der erste Held war, der den Dämonenkönig niederstreckte. Ihr vorheriger Name war Hikari Kujō.
Ahat (アハトト, Ahato)
Ein Oger mit bläulicher Haut und zwei Hörnern. Aufgrund seines äußeren Erscheinungsbildes – normalerweise sind Oger grün- oder rothäutig und haben nur ein Horn – wurde er von seiner Sippe verstoßen.
Als er dem Tode nah war, wurde er von Chromeina gerettet und in ihre Familie aufgenommen. Entgegen seines furchterregenden Aussehens ist Acht ein freundlicher Dämon. Ahat kann seine Körpergröße verändern.
Ein (アイン, Ain)
Die Hauptmagd von Chromeina. Ein ist der einzige Dämon auf dem Duke-Rang und somit eine der stärksten Dämonen, gab ihre Position aber auf um an Chromeinas Seite zu stehen, obwohl sie in punkto Stärke mit den sechs Königen mithalten kann. Sie ist eine talentierte Köchin, die Gerichte bereits nach einmaligem Hörensagen zubereiten kann.
Sie ist ansonsten unscheinbar und erscheint des Öfteren aus dem Nichts. Zur Göttin der Zeit, Kronoa, pflegt sie eine scheinbar feindselige Bekanntschaft.
Zechs (ゼクス, Zekusu)
Ein Untoter und Besitzer der Seditch Magical Item Company, ein Unternehmen, dass magische Gegenstände produziert. Er stellt für Kaito eine Item-Box aus übrig gebliebenen Materialien her, welche ein großes Fassungsvermögen hat und alles, außer Lebenwesen, aufbewahren kann.
Lazlia (ラズリア, Razuria)
Ein Geisterwesen, die neben Ahat, Zechs, Noin und Ein zu Chromeinas „Familie“ gehört. Sie kann selbst unter widrigsten Bedingungen das beste Getreide entstehen lassen. So ist sie es, die für Noin Reis aufzieht.
Ozuma (オズマ)
Einer der fünf Generäle des Kriegskönigs Megiddo. Er ist einer der ersten Untergebenen, die sich dem Kriegskönig anschlossen und gilt unter den fünf Generälen als der Schwächste von ihnen. In Wahrheit ist er jedoch der stärkste der Generäle, da er es mit dem Kreigskönig selbst aufnehmen und besiegen könne, wenn er ernst macht.
Eta (イータ, Īta)
Eine Untergebene des Kriegskönigs Megiddo. Sie ist die Zwillingsschwester von Zeta. Nachdem Kaito sich weigerte, Eta und ihre Schwester vor den Augen des Kriegskönigs zu bestrafen und beide verschonte, traten sie von ihren Posten zurück und wurde Kaitos Maid und Bodyguard.
Zeta (シータ, Shīta)
Eine Untergebene des Kriegskönigs Megiddo und Etas Zwillingsschwester. Gemeinsam mit ihrer Schwester wurde Zeta Kaitos Magd und Bodyguard, nachdem dieser ihr Leben verschonte und sich weigerte, Zeta vor den Augen des Kriegskönigs zur Rechenschaft zu ziehen.
Ilness (イルネス, Irunesu)
Eine Magd in den Diensten von Lilia Albert und zugleich eine Untergebene des Königs der Illusion, No Face. Sie gehört den zehn Teufeln an und heißt in Wirklichkeit „Miss Pandemonium“.

## Belege